# STAR (aiko單曲)
《STAR》，日本女性創作歌手aiko的第19張單曲。2005年11月30日發行。

## 簡介
前作《亮晶晶》約4個月之後發行。
被用作動畫電影《翡翠森林》的主題曲，是出道單曲《明天》7年之後，aiko的歌曲再次作為電影主題曲。
PV在北海道旭岳拍攝。
《STAR》這首歌在2003年已經完成，與另一首歌曲《仙女座》收錄於同一張DEMO帶中。但由於編曲方面一直找不出靈感，因此擱置發表。2005年，aiko獲邀為動畫電影《翡翠森林》創作並演唱主題曲，aiko覺得電影的故事情節和歌曲非常合適，於是重新為《STAR》編曲作為電影的主題曲，並發表新的單曲。
一開始曾打算取名「小星星」（豆スター）——意指其他人看不到，只有自己看到的小小的星星，屬於自己的星星。但考慮到這樣的歌名必須解釋一番，聽眾才會明白，所以還是取名「STAR」（スター）。
《翡翠森林》的導演杉井儀三郎稱讚這首歌作為電影的主題曲意義非常重大，aiko純真和直白的歌詞與電影要傳達的感覺十分吻合。

## 收錄曲目
1. STAR（スター）
  - 東寶電影《翡翠森林》的主題曲
2. 蝴蝶翅膀飾物（蝶の羽飾り）
3. 金平糖（こんぺいとう）
4. STAR（insturumental）

全 作詞、作曲：AIKO；編曲：島田昌典　

## 外部連結
- 唱片介紹